# HSOPA
En kommande teknik för mobilnät som tillåter upp till 100 megabit per sekund nedströms och 50 megabit per sekund uppströms. HSOPA är en akronym för High Speed OFDM Packet Access. OFDM i sin tur är en akronym för Orthogonal Frequency-Division Multiplexing. Så hela ordet står alltså för High Speed Orthogonal Frequency-Division Multiplexing Packet Access.